# Булуки
Булу́ки —  село в Україні, у Миргородському районі Полтавської області. Населення становить 30 осіб. Входить до складу Комишнянської селищної громади.

## Географія
Село Булуки знаходиться у одного з витоків річки Озниця, примикає до села Шульги.